# Раціонування

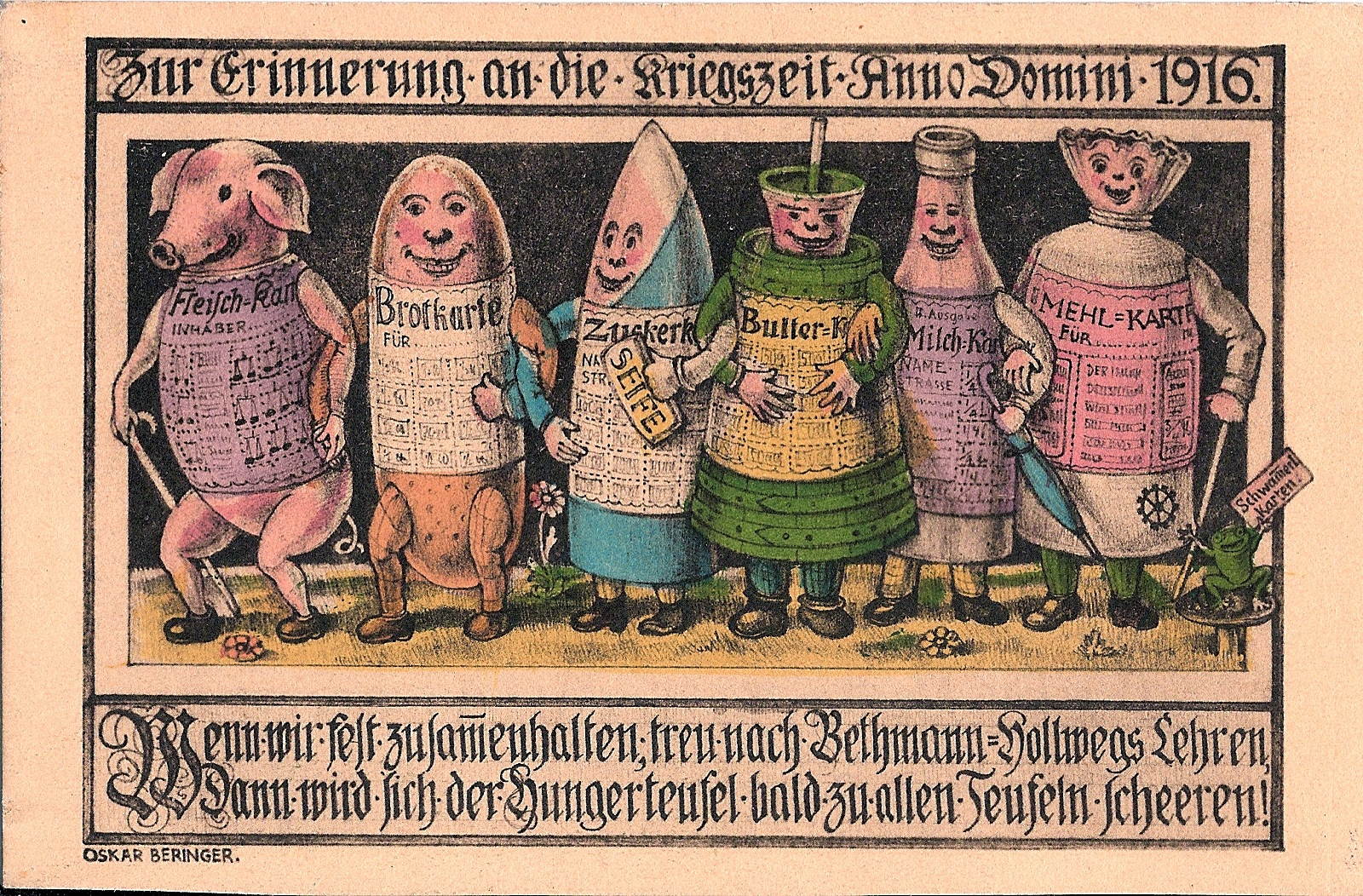
Німецька листівка на підтримку управління пайками, представлена в 1915/16. Персонажі уособлюють талони на їжу. Назва: «На згадку про воєнний час L.P. 1916»

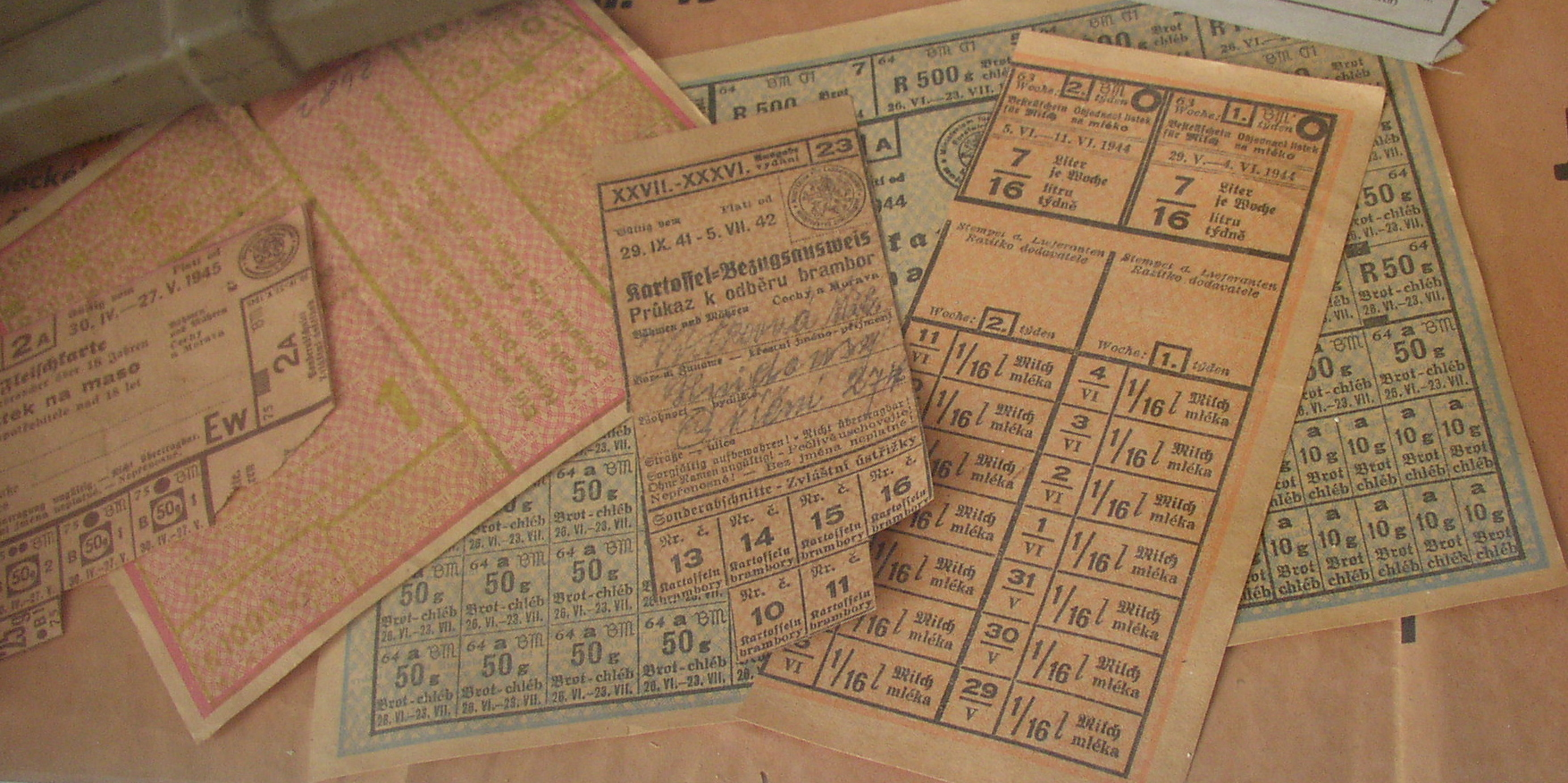
Продовольчі талони протекторату Богемії та Моравії

Раціонування — це адміністративний захід, який визначає для кожного жителя, скільки основних потреб він може придбати. Застосовується в надзвичайних ситуаціях, як правило, під час воєн. Зазвичай це стосується основних життєвих потреб: їжі, палива, одягу, цигарок, мила тощо. Купуючи товари, що підпадають під раціонування, споживач повинен пред'явити відповідну кількість талонів на товар. Талони на розподіл видаються населенню за заздалегідь визначеним ключем; він враховує складність професії, її корисність у воєнні часи тощо.
Раціонування часто здійснюється для того, щоб утримувати ціну нижче ринкової, яка визначається процесом попиту та пропозиції на вільному ринку. Раціонування зазвичай супроводжується регулюванням споживчих цін.
Органам влади, які вводять раціонування, часто доводиться мати справу з нелегальним продажем таких товарів на чорному ринку. Незважаючи на те, що системи раціонування іноді необхідні як єдиний життєздатний варіант для суспільств, які стикаються з гострим дефіцитом споживчих товарів, вони зазвичай вкрай непопулярні серед широкої громадськості, оскільки встановлюють обмеження на індивідуальне споживання.